# Mientras dure la guerra
Mientras dure la guerra és una pel·lícula espanyola del 2019 dirigida per Alejandro Amenábar i protagonitzada per Karra Elejalde, Eduard Fernández i Santi Prego. Va ser premiada en el Festival de cinema Internacional de Toronto del 2019.

## Argument
El venerat autor Miguel de Unamuno (Karra Elejalde) decideix donar suport al cop d'estat del 18 de juliol. És immediatament tret de la seva posició com a rector a la Universitat de Salamanca pel Govern de la Segona República Espanyola. Mentrestant, el bàndol nacional aconsegueix pendre el control de Salamanca, i el General Francisco Franco mou la seva seu a la ciutat. Alguns companys d'Unamuno són empresonats i, creient que pot tenir la influència per alliberar innocents, es dirigeix al palau de Franco, decidit a demanar-li clemència.

## Repartiment
- Karra Elejalde com Miguel de Unamuno
- Eduard Fernández com José Millán-Astray
- Santi Prego com Francisco Franco
- Nathalie Poza com Ana Carrasco
- Patricia López Arnaiz
- Luis Zahera
- Luis Bermejo Prieto
- Inma Cuevas com Felisa
- Mireia Rey com Carmen Polo
- Tito Valverde
- Luis Callejo
- Carlos Serrano-Clark
- Ainhoa Santamaría
- Itziar Aizpuru
- Pep Tosar
- Miquel García Borda com General Kindelán

## Al voltant de la pel·lícula
La pel·lícula va ser estrenada el 6 de setembre de 2019 al Festival de Cinema de Toronto. A més, va ser inclosa en la secció oficial del Festival de Sant Sebastià d'aquest any. Va ser estrenada pel públic el 27 de setembre de 2019. En un cinema de València, membres del grup ultradretà Espanya 2000 van interrompre a crits la projecció de la pel·lícula.